# エージシュート
エージシュート（Age-Shooting、またはエイジシュート）は、ゴルフの1ラウンド（18ホール）ストロークプレイを、自身の年齢以下の打数でホールアウトすること。

## 概要
各国あるいは公認団体で異なるが、公認されるには打数以外の条件も必要となる場合があり、日本では『日本エイジシューター協会』が「男子は6000ヤード以上、女子は5000ヤード以上のコースで達成すること」を追加条件としている。18歳未満の人は絶対に達成は不可能である。それ以上の人は理論上は達成可能であるが、若年層の選手は事実上達成不可能で、60代後半以後のシニア選手が比較的達成しやすいとされる。
エージシュートの基準となる年齢の計算については、一般には満年齢とされることが多いが、ゴルフ規則上年齢計算に関する明確な規定がないことから、韓国など数え年の文化がある地域では「数え年でもエージシュートを認める」場合があり、ゴルフ場によってはローカルルールで数え年でのエージシュートを認めているところがある。従って満72歳の人間を例に取ると、満年齢基準の場合72以下のスコアでないとエージシュート達成とならないが、数え年基準の場合はスコアが73でもエージシュート達成が認められる場合がある。

## 主な達成記録

### アメリカ
初達成
PGAツアーでは、1979年のQuad Cities Open第2ラウンドで当時67歳のサム・スニードが67で回り初の達成者となった（2日後の最終日にも66をマークし再び達成している）。
最少記録
チャンピオンズツアー（シニアツアー）では、2002年のAT&T Canada Senior Open Championshipで61歳のウォルター・モーガンが60で回り達成。これがプロツアーでの最年少記録となっている。
ツアー以外では、アメリカのボブ・ハミルトン（1944年全米プロ優勝、1946年マスターズ3位などの実績を持つ）が、1975年6月3日にインディアナ州のハミルトン・ゴルフ・クラブ（6233ヤード）で達成した「59」（年齢59歳）が記録として残っている。
アマチュアでは、2015年6月22日、バージニア州のローレルヒル・ゴルフクラブ（6386ヤード、パー71）でのアマチュア大会で、59歳のパトリック・ウィルスという選手が3度のホールインワン（うち2度はアルバトロス）を決めるなど「57」で回り、プロの記録をも更新している。

### 日本
初達成
日本のプロゴルフツアーでは、日本ゴルフツアー機構によるツアー制度確立以降しばらく達成者はいなかったが、2013年4月25日に、山の原ゴルフクラブ（6793ヤード、パー71、兵庫県川西市）で行われたつるやオープンゴルフトーナメント第1ラウンドにおいて、66歳の尾崎将司が9アンダー62で回り、男子レギュラーツアー史上初のエージシュート達成となった。尾崎は2017年10月6日に、京和カントリー倶楽部（7190ヤード、パー71、愛知県豊田市）で行われたHONMA TOURWORLD CUP第2ラウンドでも1アンダー70（年齢70歳）で自身2度目のエージシュートを達成している。
シニアでは、PGAシニアツアー制度確立以前の1981年、関東プロシニアゴルフ選手権初日で中村寅吉が65（年齢66歳）で達成したのがプロシニア第1号とされる。PGAシニアツアー開始後は、2018年11月現在で達成者9名、合計で24回記録されている。
最年少記録
ノジマチャンピオンカップ 2019箱根シニアプロゴルフトーナメント 初日（18日）◇箱根カントリー倶楽部（神奈川）で63歳の伊藤正己が11バーディ、1ボギーの「62」をマークし、エージシュートを達成した。2015年の「広島シニア選手権」で三好隆が出した「63」を1打更新し、国内シニアツアーのエージシュート最少打数を更新。前述の尾崎にも最少打数で並んだ。
最多回数記録
2017年現在、青木功がPGAシニアツアーで最多となる計9度のエージシュートを達成している。2007年の日本シニアオープンゴルフ選手権の最終ラウンドで65（年齢65歳）を記録して優勝。さらに2008年の鬼ノ城シニアオープン最終ラウンドでも66（年齢66歳）を記録し、2度目のエージシュートを達成して優勝した。その後、自身が実行員として出場した『2010 ザ・レジェンド・チャリティプロアマトーナメント』でも67歳で66のエージシュートを達成。その後も達成回数を重ねた。
その他
杉原輝雄は2008年6月14日、71歳の誕生日を迎えた日に開催された「杉原輝雄メモリアル第4回旭川オープンゴルフ選手権大会」において予選70ストロークで決勝へ進出し、決勝でも71ストロークと2日間続けてのエージシュートを達成した。